# Glenn Murcutt
Glenn Murcutt (Londra, 25 luglio 1936) è un architetto australiano.

## Biografia
Ha studiato architettura dal 1956 al 1960 all'università del Nuovo Galles del Sud. Lavora in Australia, dove elabora costruzioni ecologiche in armonia col clima e col paesaggio utilizzando materiali "semplici" (metallo, legno, vetro, laterizio). Murcutt chiama questo il funzionalismo ecologico.
Comincia la sua carriera collaborando nello studio di Ancher, Mortlock, Murray & Wooley a Sydney. Nel 1969 apre il proprio studio di architettura dove lavora da solo, senza nessun collaboratore. Ha costruito circa 500 case private, e qualche museo e centro culturale, tutti in Australia.
Nel 2002 ha ricevuto il Premio Pritzker. È il primo architetto australiano a ricevere questo premio.

## Principali opere
- 1972-74: Laurie Short House, Sydney (NSW)
- 1974-75: Marie Short House, Kempsey (NSW)
- 1977-80: Nicholas House, Mount Irvine (NSW)
- 1977-80: Carruthers House, Mount Irvine (NSW)
- 1980-83: Ball-Eastaway House, Glenory, Sydney (NSW)
- 1976-79 e 1982-88: Museum of Local History and Tourist Office, eKempsey (NSW)
- 1981-82: Fredericks House, Jamberoo (NSW)
- 1982-84: Magney House, Bingie Bingie (NSW)
- 1986-90: Magney House, Sydney (NSW)
- 1988-91: Done House, Sydney (NSW)
- 1988-92: Meagher House, Bowral (NSW)
- 1989-94: Simpson-Lee House, Mount Wilson (NSW)
- 1991-94: Marika-Alderton House, Yirrkala Community, Eastern Arnhern Land (NT)
- 1992: Murcutt Guest Studio, Kempsey (NSW)
- 1992-94: Bowali Visitor Information Centre, Kakadu National Park (NT), in collaborazione con Troppo Architects
- 1994-96: Schnaxl House, Newport, Sydney (NSW)
- 1996-98: Fletcher-Page House, Kangaroo Valley (NSW)
- 1995-96: Douglas and Ruth Murcutt House, Woodside (SA)
- 1996-99: Arthur and Yvonne Boyd Art Centre, Riversdale, West Cambewarra (NSW), in collaborazione con Reg Lark e Wendy Lewin
- 1997-2001: House in the Southern Highlands (NSW)
- 2006-2017: Moschea, Newport (VIC)

2016-2022: Cobar Sound Chapel, Cobar (NSW)